# Tarkabajszika
A tarkabajszika (Eubucco) a madarak (Aves) osztályának harkályalakúak (Piciformes) rendjébe, ezen belül a bajuszosmadárfélék (Capitonidae) családjába tartozó nem.

## Tudnivalók
Ez a madárnem, korábban a tukánfélék (Ramphastidae) családjába, azonban belül pedig a ma már családi szintre emelt Capitoninae alcsaládba volt besorolva.
Ezek az igen színes madarak Dél- és Közép-Amerika esőerdeinek lakói. A tarkabajszikák a különböző területeken vikariáns fajokká, azaz fajhelyettesítőké alakultak - a fajfejlődés (speciáció) azon változata, amikor valamilyen közös ős leszármazottai különböző földrajzi területeket vagy különböző jellegű élőhelyeket elfoglalva és azokhoz alkalmazkodva alakulnak más-más fajokká. Az ugyanazon a helyen élő fajok, sikeresen hibridizálódhatnak egymással. A madarak tömzsi csőre sárga színű. A hátuk zöld, a nyakuktól a hasukig sárga. Legalább a hímek esetében a fej vörös. Általában magányosan vagy párban figyelhetők meg. Főleg gyümölcsökkel táplálkoznak; azonban étrendjüket ízeltlábúakkal egészítik ki.

## Rendszerezés
A nembe az alábbi 4 faj tartozik:
- andesi tarkabajszika (Eubucco bourcierii) (Lafresnaye, 1845)
- Eubucco richardsoni (G. R. Gray, 1846)
- aranygalléros tarkabajszika (Eubucco tucinkae) (Seilern, 1913)
- Eubucco versicolor (Statius Müller, 1776)

## Fordítás
- Ez a szócikk részben vagy egészben  az   Eubucco című angol Wikipédia-szócikk ezen változatának fordításán alapul.  Az eredeti cikk szerkesztőit annak laptörténete sorolja fel. Ez a jelzés csupán a megfogalmazás eredetét és a szerzői jogokat jelzi, nem szolgál a cikkben szereplő információk forrásmegjelöléseként.